# Clase Spirit
La clase Spirit es una clase de cruceros construidos en el nuevo astillero Kvaerner Masa-Yards Helsinki en Helsinki, Finlandia. Los barcos son operados por Carnival Cruise Lines, CSSC Carnival Cruise Shipping y Costa Cruceros (una subsidiaria de Carnival Corporation con sede en Miami). Los seis barcos fueron construidos con un diseño que les permita pasar por el canal de Panamá. Esta clase tiene la más pequeña de las chimeneas exclusivas que Carnival tiene en sus barcos. Los barcos de la clase Spirit también cuentan con un diseño de embudo único que integra la cúpula del tragaluz del atrio.
En 2007 y 2009, se introdujeron el Queen Victoria y Costa Luminosa (construido por Fincantieri ). El diseño de estos barcos es un híbrido entre la clase Spirit y la clase Vista , creando la clase híbrida Vista Spirit. A partir de noviembre de 2022, Carnival comercializa el Costa Luminosa (ahora Carnival Luminosa) como parte de la clase Spirit.

## Unidades
| Año construcción              | Buque                         | Puerto base                            | Tonelaje                      | Bandera                       | Notas | Imagen                        |
| CSSC Carnival Cruise Shipping | CSSC Carnival Cruise Shipping | CSSC Carnival Cruise Shipping          | CSSC Carnival Cruise Shipping | CSSC Carnival Cruise Shipping | CSSC Carnival Cruise Shipping | CSSC Carnival Cruise Shipping |
| ----------------------------- | ----------------------------- | -------------------------------------- | ----------------------------- | ----------------------------- | --- | ----------------------------- |
| 2000                          | Costa Atlantica               |                                        | 85.619 Tn                     | Italia                        | Primer barco de la clase Spirit en servicio y primer barco de clase Spirit para Costa Cruceros. Transferido a CSSC Carnival Cruise Shipping en 2020.            |                               |
| 2003                          | Costa Mediterranea            |                                        | 85.619 Tn                     | Italia                        | Último barco de la clase Spirit para Costa Cruceros. Transferido a CSSC Carnival Cruise Shipping en 2021.                                                       |                               |
| Carnival Cruise Line          |                               |                                        |                               |                               | |                               |
| 2001                          | Carnival Spirit               | Mobile Seattle Miami Tampa             | 88.500 Tn                     | Bahamas                       | Primera nave de la clase Spirit para Carnival. Primer barco de la flota que navega todo el año desde Australia. Previamente basado en Australia desde 2012-2022 |                               |
| 2001                          | Carnival Pride                | Baltimore Tampa Londres Roma Barcelona | 88.500 Tn                     | Panamá                        | En un momento, fue el buque insignia de Carnival. |                               |
| 2002                          | Carnival Legend               | Baltimore                              | 88.500 Tn                     | Bahamas                       | |                               |
| 2004                          | Carnival Miracle              | San Francisco Long Beach               | 88.500 Tn                     | Panamá                        | Último barco de la clase Spirit en estar operativo y último barco de clase Spirit para Carnival                                                                 |                               |